# اسپالدینگ، لینکلن‌شر
latitudeاسپالدینگ، لینکلن‌شرlongitudeاسپالدینگ، لینکلن‌شر
اسپالدینگ (به انگلیسی: Spalding) یک شهرک در ناحیه میدلند شرقی است.
این شهرک در شهرستان لینکلن‌شر قرار دارد در سال ۲۰۱۱ میلادی ۳۱٬۵۸۸ نفر جمعیت داشته است.

## نگارخانه

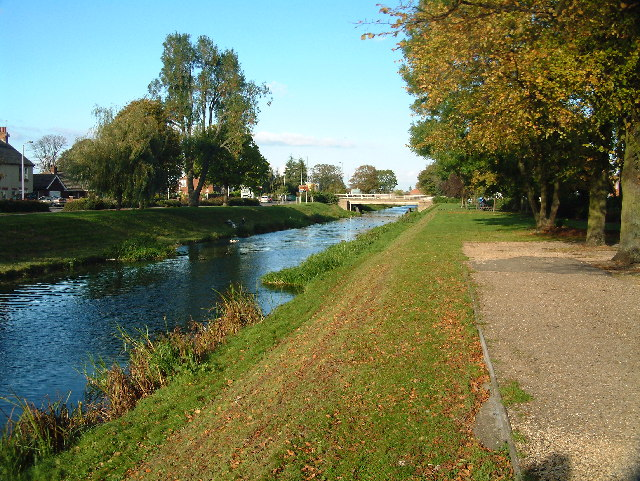
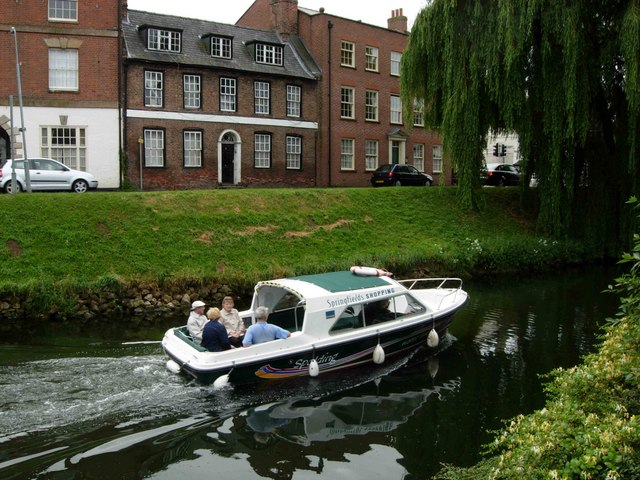
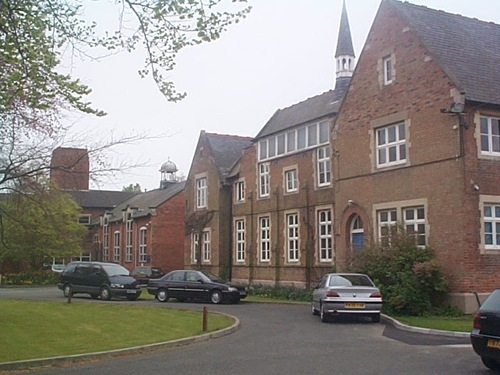
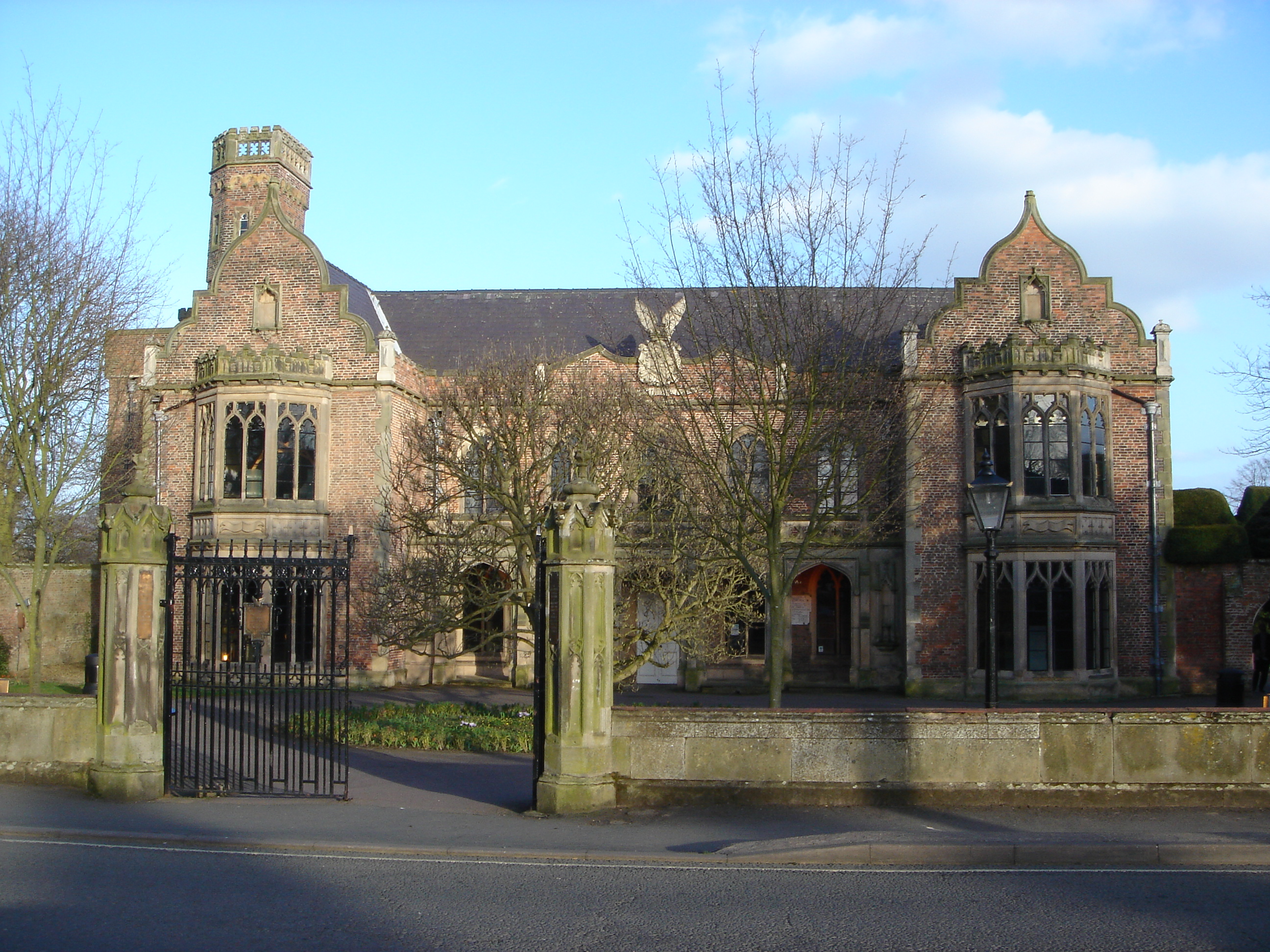
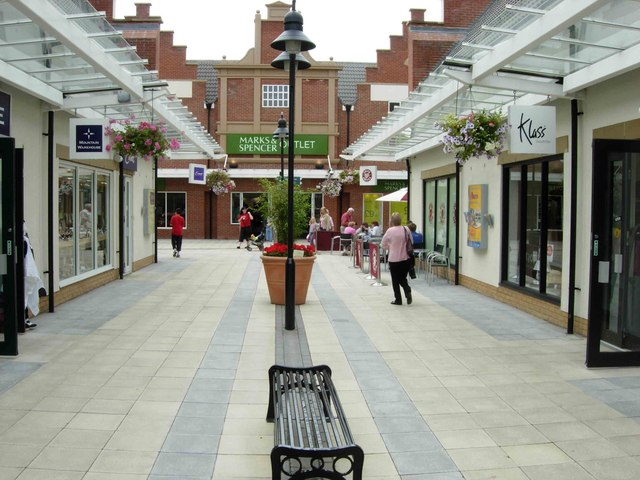
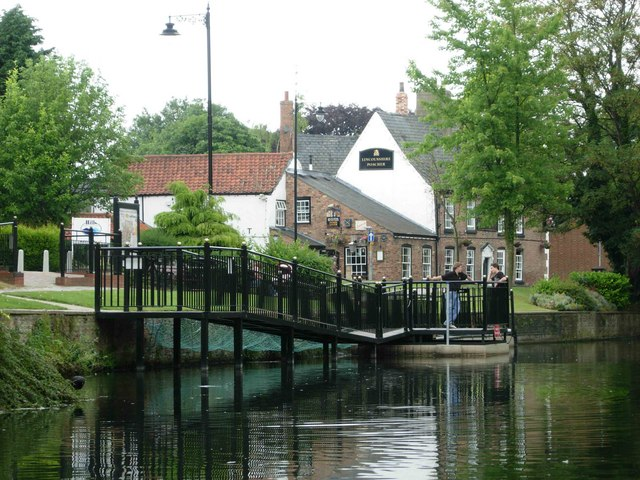
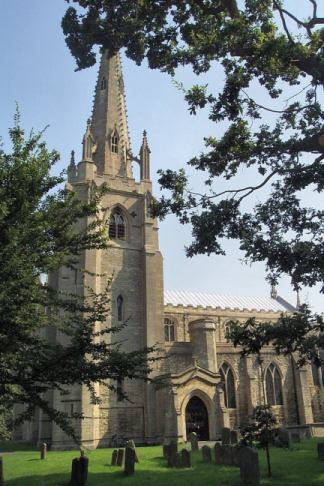
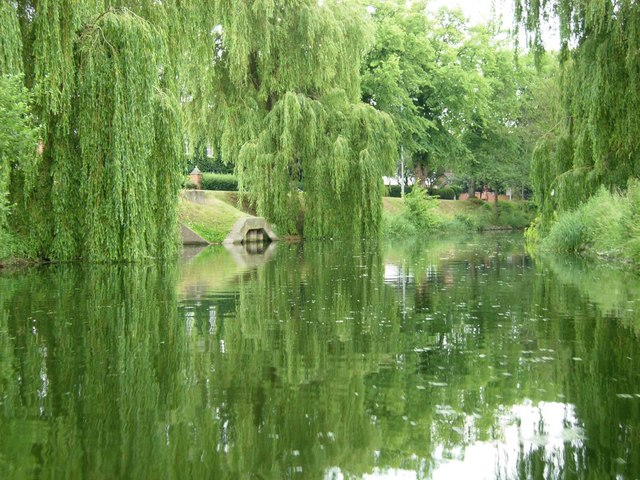

## شهرهای خواهرخوانده
- اشپیر, آلمان

### ویدئو
- Pathe newsreel, 1922, ice skating
- Pathe newsreel, 1929, Daffodil Harvest
- Pathe newsreel, 1968, Tulip Parade
- 2009 Flower Parade
- 50 years of the Flower Parade